# De geboorte en dood van Dirk Vandersteen Jr.
De geboorte en dood van Dirk Vandersteen Jr. is een korte film uit 1968 geregisseerd door Robbe De Hert voor de BRT.

## Het verhaal
De film speelt zich af op zondag 17 maart 1968 en opent met dictator Dirk Vandersteen en zijn gevolg die op weg naar een plechtigheid in een dorp aangevallen worden door een groepje rebellen. Enkele rebellen, als ook Vandersteens vrouw Isidora Anna-Maria, raken hierbij gewond. Zowel de gevluchte rebellen als Vandersteens gangsters haasten zich naar het dorp. De rebellen vragen de dorpsdokter om Ronnie - één van de rebellen én de broer van de pas bevallen vrouw van de dokter - te helpen. De dokter stemt toe en vraagt de rebel (Bert) om op zijn vrouw te passen. Echter, voordat hij bij Ronnie geraakt dwingen twee van Vandersteens lijfwachten hem om de gewonde Isidora zorg te verlenen. Ondertussen ontsnapt de vrouw van de dokter aan het wakende oog van rebel Bert om haar broer te zoeken, die ondertussen al aan zijn verwondingen overleden is. Niet veel later blijkt dat Bert én de pasgeboren baby opgepakt zijn door het gezelschap van Vandersteen. De vrouw valt uit naar de dictator en een rel ontstaat. De gangsters vuren op het publiek en er vallen verschillende doden, waaronder ook de vrouw van de dokter. Wanneer de dokter zijn jonge vrouw op straat vindt, keert hij wanhopig terug naar het ziekenhuis. Het gezelschap Vandersteen spoedt zich tevens naar het ziekenhuis, waar Isidora bevalt van een misvormd kind. Het kind wordt verwisseld met het gezonde kind van de dokter en aan de pers voorgesteld. Een tragische wending van het lot maakt dat de dokter binnenvalt en in blinde woede uit wraak zijn eigen kind in de armen van Vandersteen doodschiet. 

## Ontstaan
De geboorte en dood van Dirk Vandersteen Jr. was deel van een voor de BRT geproduceerde tv-reeks rond het thema ‘geboorte’. De reeks bestond uit zes korte speelfilms van dertig tot veertig minuten, elk van een andere regisseur. Drijvende kracht achter de reeks was Roland Verhavert, die van plan was jaarlijks een reeks te maken rond een ander thema. Verhavert koos De Hert als een van de regisseurs omdat hij talent zag in de jonge cineast. 

## Filmproces
Tijdens het maken van de film genoot De Hert veel keuzevrijheid. Zo koos hij zelf een groot deel van de acteurs, waaronder de gebroeders Jan en Dirk Decleir alsook Frank Aendenboom. Deze keuzevrijheid kende echter haar limiet. Waar De Hert uiteindelijk in zee ging met scenarist Ward Ruyslinck, wou hij eigenlijk bezig zijn met een scenario van Louis Paul Boon. Nadat hem het scenario van Boon ontzegt was koos hij het scenario van Ward Ruyslinck, met wie de samenwerking moeilijk verliep. De Hert veranderde uiteindelijk een groot deel van het oorspronkelijke scenario.
De dorpsscènes werden geschoten in Kallo, een dorp in de Belgische provincie Oost-Vlaanderen en een deelgemeente van Beveren. 
De Hert maakt zelf een korte cameo als dorpeling. 

## Rolverdeling
| Acteur             | Personage                             |
| ------------------ | ------------------------------------- |
| Dirk Decleir       | Dirk Vandersteen II                   |
| Jan Decleir        | Hendrik Vandersteen                   |
| Marilou Mermans    | Isidora Anna-Maria                    |
| Martin van Zundert | De dorpsdokter                        |
| Francoise Lefort   | Vrouw van de dokter en zus van Ronnie |
| Raf Reymen         | Lijfwacht                             |
| Frank Aendenboom   | Lijfwacht                             |
| Herman Jacobs      | Lijfwacht                             |
| Jaak Van Hombeek   | Lijfwacht                             |
| Bert André         | Rebel                                 |
| Ronny Waterschoot  | Rebel                                 |
| Jos De Hert        | Rebel                                 |
| Paul Adriaanse     | Rebel                                 |
| Jack Sels          | Versterking                           |
| Erik Eilers        | Versterking                           |
| Arnold Heyse       | Versterking                           |
| Mon de Meyer       | Versterking                           |
| Paul De Vree       | Burgemeester                          |
| Marc Decorte       | Lijfarts                              |
| Ronny van Sandt    | Ordedienst                            |
| Michel Reinarz     | Ordedienst                            |
| Hubert Geraerts    | Verpleger                             |
| Guido Henderickx   | Verpleger                             |

## Stijl van de film
De Hert was voor deze film beïnvloed door de gangsterfilm van de jaren ‘30. De hoofdpersonages gedragen zich als gangsters en dragen allemaal lange zwarte jassen en hoeden. 

## Onthaal
Dirk Vandersteen is de geschiedenis ingegaan als het lelijke eendje in het oeuvre van De Hert. De pers schonk weinig aandacht aan de reeks, en wanneer er wel over geschreven werd was dit weinig lovend.